# NH - TRANS
NH - TRANS, SE je česká spediční společnost se sídlem v Ostravě. Společnost se zabývá železniční, námořní, říční a silniční přepravou, především přepravou nadrozměrných zásilek. V roce 2016 zajistila přepravu více než 10 milionů tun zboží a vykázala tržby přes 2 miliardy Kč.

## Historie
Společnost byla založena v roce 1992 jako společnost s ručením omezeným. Jejími tehdejšími vlastníky byla NOVÁ HUŤ, a.s. (odtud pochází zkratka NH na začátku názvu firmy) a Jan Netal. V roce 2003 Nová huť svůj téměř poloviční podíl ve firmě prodala svému tehdejšímu vlastníkovi LNM Holdings za 50 mil. Kč, což byla podle minoritních akci Nové hutě podezřele nízká cena. Podle bývalého generálního ředitele Jana Netala byla tehdy hodnota celé firmy asi 600 mil. Kč. V roce 2003 byla s tržbami 3,26 miliardy Kč pátou nejvýznamnější dopravní firmou v Česku (po společnostech České dráhy, České aerolinie, Česká správa letišť a Čechofracht).
K 1. červenci 2004 došlo ke změně právní formy na akciovou společnost a následně k 31. červenci 2007 na evropskou společnost. Hlavním předmětem podnikání společnosti je vnitrostátní a mezinárodní zasílatelství. Orientuje se především na železniční a námořní přepravy a na přepravy těžkých a nadrozměrných zásilek.
Od 19. února 2022 je jediným vlastníkem firmy slovenská společnost Budamar Logistics.

## Dceřiné společnosti
Mezi dceřiné společnosti patří železniční dopravce Ostravská dopravní společnost a.s. v likvidaci, dále NH - TRANS Sp. z o.o. (Polsko) a NH - TRANS Travel Agency s.r.o. 
Od roku 2008 vlastnil NH - TRANS čtvrtinový podíl v běloruské společnosti ČD Trans (mezi spoluvlastníky patřilo ČD Cargo a Česká východní), ale v roce 2010 byl tento podíl prodán polské společnosti Koleje Czeskie.
K 1. lednu 2017 byly z Ostravská dopravní společnost vyčleněny aktivity spojené s provozováním drážní dopravy do nově založené společnosti Ostravská dopravní společnost - Cargo (ODOS Cargo), v původní firmě zůstala zasilatelská činnost. Současně došlo ke změně vlastnických podílů, takže ČD Cargo i NH - TRANS nově vlastní stejný 50% podíl ve společnosti. V nové společnosti ODOS Cargo má NH - TRANS podíl 80 %,
zbytek drží ČD Cargo.

## Členství v organizacích
NH - TRANS, SE je přidruženým členem Mezinárodní federace zasílatelských svazů FIATA, členem Svazu spedice a logistiky České republiky a Svazu dopravy České republiky.

## Poskytované služby
Mezi poskytované služby patří zejména:
- vnitrostátní a mezinárodní železniční přeprava
- přeprava těžkých a nadrozměrných zásilek
- pronájem železničních vozů a lokomotiv
- konvenční a kontejnerová námořní přeprava
- říční přeprava/kombinovaná přeprava
- překládka zboží v evropských přístavech
- vnitrostátní a mezinárodní silniční přeprava
- kvalifikované poradenství v oblasti přeprav a zasílatelství

## Vozový park
K pronájmu a použití jsou určeny železniční vozy:
- Eas-z, Eas - otevřené vysokostěnné vozy
- Fals-z - otevřené výsypné vozy
- Res-z, Regs-z - plošinové vozy
- Sgs-z, Sgss-z - plošinové vozy
- Zas - cisternové vozy
- Uaai (Hx) - speciální hlubinový vůz